# Thil-sur-Arroux
Pour les articles homonymes, voir Thil.
Thil-sur-Arroux est une commune française située dans le département de Saône-et-Loire, en région Bourgogne-Franche-Comté.
La commune fait partie du parc naturel régional du Morvan.

## Géographie
Situé à 239 m d’altitude, dans une vallée que dominent, au Couchant les montagnes de Dône et au Levant, celle du Couturier, le village est baigné à l'est, par l'Arroux, un affluent de la rive droite de la Loire. Territoire faisant partie de la Bourgogne et du Nivernais. De grandes pierres, dressées dans la cour du château de Chevigny, formaient les limites des deux provinces. Il était longé par une ancienne voie romaine à l'ouest.

### Hameaux
- les Places
- le Mas
- Les Menauts
- Souves
- le Moulin condamné
- le Bois Droit
- les Grandes Bruyères
- les Bruyères du Bois Droit
- le Gatz
- Boussal
- Chevigny, au sud, avec son ancien château, cette terre était tenue en toute justice de l'abbaye Saint-Martin d'Autun, en 1190, par Simon de Semur, baron de Luzy, qui reconnut, la même année que tout ce qu'il possédait à Thil et dans son territoire relevait de l'abbaye.

Henri de Brancion, seigneur ruiné par les croisades, engagea la terre de Chevigny, pour 440 livres viennoises, à l'abbé de Saint-Martin d'Autun, en 1249. Il fit ratifier cette cession par Renaud et Elisabeth de Semur.

### Climat
Pour des articles plus généraux, voir Climat de la Bourgogne-Franche-Comté et Climat de Saône-et-Loire.
En 2010, le climat de la commune est de type climat océanique dégradé des plaines du Centre et du Nord, selon une étude du Centre national de la recherche scientifique s'appuyant sur une série de données couvrant la période 1971-2000. En 2020, Météo-France publie une typologie des climats de la France métropolitaine dans laquelle la commune est exposée à un climat océanique altéré et est dans la région climatique Centre et contreforts nord du Massif Central, caractérisée par un air sec en été et un bon ensoleillement.
Pour la période 1971-2000, la température annuelle moyenne est de 10,8 °C, avec une amplitude thermique annuelle de 16,6 °C. Le cumul annuel moyen de précipitations est de 952 mm, avec 12 jours de précipitations en janvier et 7,9 jours en juillet. Pour la période 1991-2020, la température moyenne annuelle observée sur la station météorologique de Météo-France la plus proche, « Avrée », sur la commune d'Avrée à 17 km à vol d'oiseau, est de 11,7 °C et le cumul annuel moyen de précipitations est de 884,8 mm. 
La température maximale relevée sur cette station est de 40,5 °C, atteinte le 24 juillet 2019 ; la température minimale est de −13,9 °C, atteinte le 7 février 2012,,.
Les paramètres climatiques de la commune ont été estimés pour le milieu du siècle (2041-2070) selon différents scénarios d'émission de gaz à effet de serre à partir des nouvelles projections climatiques de référence DRIAS-2020. Ils sont consultables sur un site dédié publié par Météo-France en novembre 2022.

## Urbanisme

### Typologie
Au 1er janvier 2024, Thil-sur-Arroux est catégorisée commune rurale à habitat très dispersé, selon la nouvelle grille communale de densité à sept niveaux définie par l'Insee en 2022.
Elle est située hors unité urbaine et hors attraction des villes,.

### Occupation des sols
L'occupation des sols de la commune, telle qu'elle ressort de la base de données européenne d’occupation biophysique des sols Corine Land Cover (CLC), est marquée par l'importance des territoires agricoles (90 % en 2018), une proportion identique à celle de 1990 (90 %). La répartition détaillée en 2018 est la suivante : prairies (75,6 %), zones agricoles hétérogènes (14,5 %), forêts (9,4 %), zones urbanisées (0,6 %). L'évolution de l’occupation des sols de la commune et de ses infrastructures peut être observée sur les différentes représentations cartographiques du territoire : la carte de Cassini (XVIIIe siècle), la carte d'état-major (1820-1866) et les cartes ou photos aériennes de l'IGN pour la période actuelle (1950 à aujourd'hui).

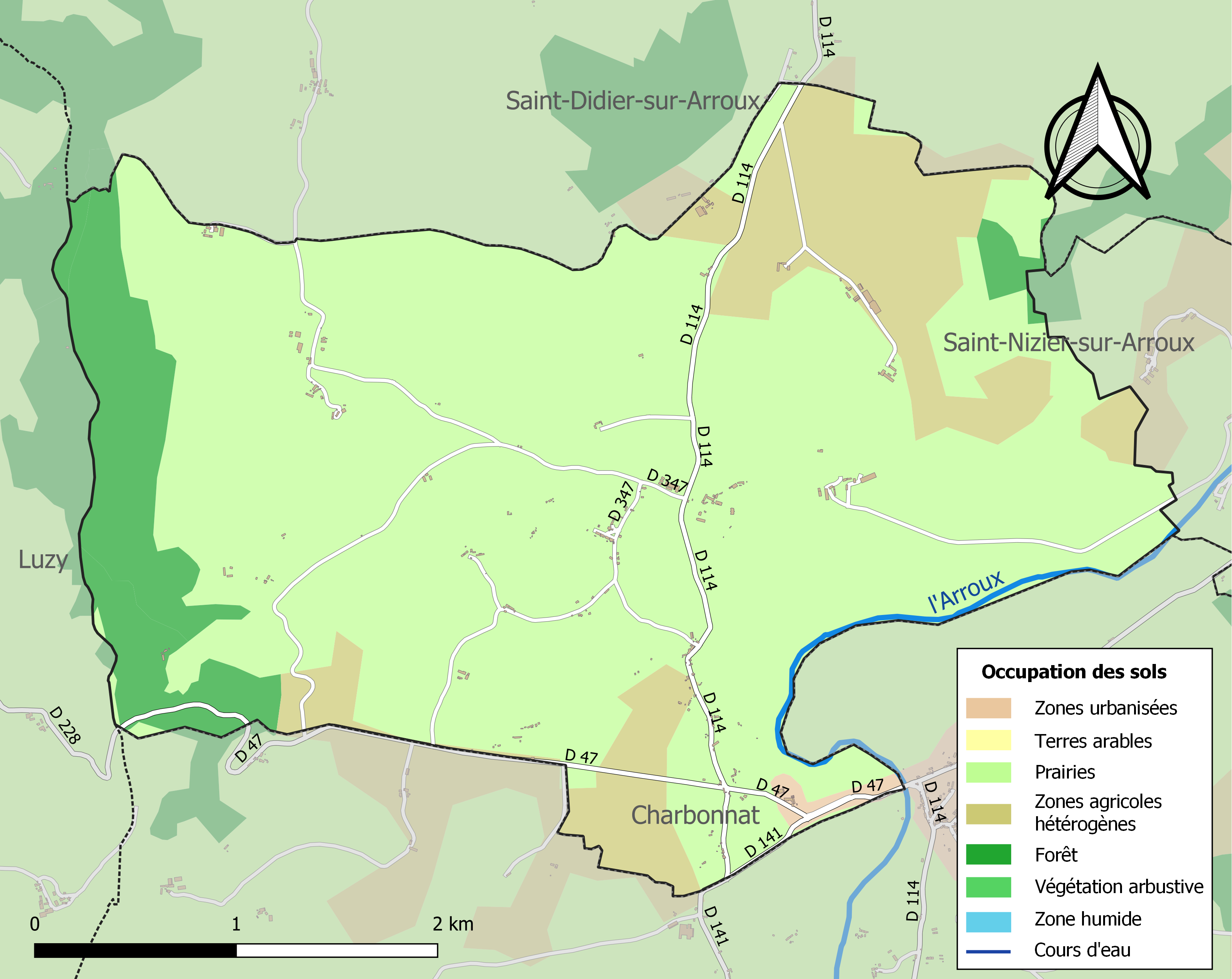
Carte des infrastructures et de l'occupation des sols de la commune en 2018 (CLC).

## Histoire
Tilium ou Tilum et Tilio sont les toponymes nommant le village s'appelant aujourd'hui Thil-sur-Arroux. Ces origines viendraient du nom d'un prieuré par l'abbaye Saint-Martin d'Autun à qui la terre, seigneurie en toute justice, avait été donnée en 885 par une charte de Charles le Chauve, qui sera confirmée en 924, par le roi Raoul, puis par une bulle du pape Alexandre III, réfugié en France, datée d'avril 1164.
Au sommet de Dône, sur la crête la plus élevée, se trouvait à l'époque gallo-romaine, un camp retranché, connu aujourd'hui sous le nom de Châtelet. Il occupait, un vaste plateau oblong, escarpé de tous côtés. L'extrémité occidentale était hérissée d'un fort et séparée du reste du plateau par une solide muraille. Une grande levée, de cent mètres de long, où se remarquait encore à la fin du XIXe siècle, l'emplacement de la porte. C'était tout ce qu'il en subsistait. Les autres faces étaient protégées par les à-pics de la montagne et un amas de rocs, au milieu desquels il y aurait été reconnu un dolmen selon l'abbé Baudiau.
Cette paroisse est l'une des plus anciennes du Morvan, elle dépendait de l'archiprêtré de Luzy et elle a été longtemps réunie à celle de Saint-Didier-sur-Arroux. Le patronage de la cure appartenait à l'Abbaye de Saint-Martin d'Autun, et son prieuré fut un des plus riches établissements dépendant de cette abbaye. Le titulaire, lors de sa prise de possession, devait à l'abbé, une chape bonne et suffisante, estimée 150 livres et payable en argent. Guillaume, prieur de Thil, s'obligea en 1236, à solder vingt livres pour sa part de la clôture de l'abbaye de Saint-Martin d'Autun. Un siècle plus tard, Pierre, prieur s'engagea à donner annuellement, pendant quatre années, quinze livres pour l'acquit de ses dettes. Robert Guillemer assista en 1462, au chapitre ou l'évêque Jean V Rollin, fut élu abbé de Saint-Martin d'Autun.
En, 1463, le cardinal Rolin obtint du pape Pie II une bulle qui réunissait le prieuré à la manse des moines de l'abbaye. C'est l'abbé séculier de Cervon, Guillaume Macé, qui fut désigné par le Saint Père, pour opérer cette annexion, il obtint le 6 avril la démission du titulaire Robert Guillemer, et déclara le prieuré uni pour toujours à la manse conventuelle.
Le 18 avril 1463, Claude de Voilles, sacristain du monastère, délégué pour en prendre possession au nom des moines, se rendit à Thil sur-Arroux, où il requit le curé, Jacques Robert, en vertu des lettres qu'il lui présenta, de le mettre en possession de l'église, du prieuré et de toutes ses dépendances. Le prêtre, ayant pris connaissance des pièces, l'investit en effet du tout en l'introduisant par la grande porte de l'église prieurale et en lui présentant les cordes des cloches, qu'il sonna, en présence de plusieurs témoins. Il le conduisit au prieuré, dont il le mis en possession. « Præfatus Jacobus Roberti, curatus de dicto Thilio, visis prius dictis litteris, tam apostolicis, quàm Guillelmi Macé abbatis cerviduni, judicis et commissarii,easdem cum reverentia debita executus est diligiter præfatumque Claudium de Voilles, procuratorem...,in et ad possessionem corporalem, actualem et realem dicti prioratus de Thilio et pertinenciarum universarum ejusdem per intronisationem majoris portæ ecclesiæ prioratus et traditionem cordarum campenarum ejusdem, et pulsationem alterius earumdem per factum eorum...induxit et investit et deinde...ipsum procuratorem in possessionem corporalem...domus dicti prioratus de Thilio, jurium, fructuum, emolumentorum... per intronisationem portæ dicti prioratus similiter posuit, induxit atque investivit... »
Un acte authentique fut dressé par Jean Guéront, prêtre du diocèse d'Auxerre et notaire apostolique, en présence de Guillaume et Vincent Cheminot, de Vincent Monmenault, de Jean Reby et autres. On avertit les personnes présentes que dès lors tous les revenus du prieuré appartenaient à l'abbaye de Saint-Martin d'Autun, à laquelle ils devaient être payés aux époques et lieux convenables.
En 1469, le duc de Bourgogne Charles le Téméraire étant en guerre contre Louis XI, il ordonna le 28 mars 1469, aux habitants de la paroisse et autres retrayants, de faire nuit et jour, guet et bonne garde: « au chastel, esglise et place forte de Thil, de s'y retraire et faire les réparations pendant le temps de guerre et d'imminet péril ». Maître Delavaux, sergent du duc de Bourgogne, se rendit à Thil et à l'issue de la messe déclara les ordres de son seigneur. Les paroissiens refusèrent d'exécuter l'ordonnance, les religieux ayant démontré que de toute ancienneté, il y avait eu en ce lieu : « Un bon chastel et place forte, fort defensable et tenable envers ennemis, large et spacieuse pour retraire les corps et biens ». Ils furent contraints d'obéir.
La Révolution
La terre de Thil fut vendue comme bien national à la suppression des ordres religieux.

## Église ancienne
Dédiée à saint Martin, elle était bâtie au milieu d'une enceinte fortifiée, où les sujets du Prieuré avaient droit de se retirer, avec leur butin en temps de guerre et d'imminent péril. En conséquence ils étaient tenus d'y faire guet et garde et d'entretenir à leur frais, les fortifications en bon état. L'église servait de paroisse aussi bien que d'église prieurale.
Elle était formée d'un chœur en abside, d'un transept, au-dessus duquel s'élevait une grosse tour romane, avec des baies géminées, garnies de colonnettes, et d'une nef cintrée en bois. L'intérieur du sanctuaire étaient ornés de colonnes cannelées et arquées. Les quatre arcades qui supportaient la coupole, avaient leurs retombées sur des colonnes engagées, avec chapiteaux historiés. On y remarquait les emblèmes des évangélistes, l'ange, le bœuf, le lion, l'aigle. Le portail s'ouvrait sous une riche voussure, appuyée sur des colonnes, surmontées de chapiteaux élégamment sculptés, où l'on voyait des figures de moines. En 1846, il en restait encore d'imposantes ruines qui furent alors démolies. L'abbé Baudiau nous précise encore que les matériaux de démolition furent pour partie utilisés à la reconstruction de l'église Saint-Didier et que l'autre fut vendue pour subvenir aux dépenses de l'entreprise. Qu'une nouvelle église fut rebâtie, mais qui n'a pas la magnificence de l'ancienne.
À la fin des années 1990, une série de huit chapiteaux sculptés romans remployés dans l'église de Saint-Maurice-lès-Couches furent identifiés comme provenant de l'église détruite de Thil-sur-Arroux, grâce à quelques croquis pris au moment de la démolition. Ils transitèrent probablement par l'archéologue Jean-Gabriel Bulliot, qui les offrit au moment de la construction en style néo-roman de l'église de Saint-Maurice. L'analyse de ces chapiteaux et leur comparaison à des exemples similaires bien datés permet de situer leur sculpture dans les années 1120.
Une des deux cloches actuelles date du XIIe siècle et est l'une des plus anciennes du diocèse d'Autun : elle a pour origine l'ancienne collégiale construite au XIe siècle (au vieux bourg). Dans un premier temps, elle fut transportée à Saint-Didier-sur-Arroux, avant d'être récupérée par les paroissiens de Thil.

## Église moderne
Église reconstruite aux alentours de 1850, la paroisse étant maintenant sous le vocable de Sainte-Jeanne-de-Chantal. À l'intérieur on peut y admirer deux sculptures du XIXe siècle et du XXe siècle.

## Politique et administration
| Période                                  | Période  | Identité               | Étiquette | Qualité |
| ---------------------------------------- | -------- | ---------------------- | --------- | ------- |
|                                          |          | Sosthène Guyot de Thil |           |         |
| mars 1983                                | En cours | Jean-Yves Jeannin      |           |         |
| Les données manquantes sont à compléter. |          |                        |           |         |

## Curés
(liste non exhaustive)
- 1463 - Jacques Rober[18].

## Démographie
Ses habitants s'appellent les Thillois.
L'évolution du nombre d'habitants est connue à travers les recensements de la population effectués dans la commune depuis 1793. Pour les communes de moins de 10 000 habitants, une enquête de recensement portant sur toute la population est réalisée tous les cinq ans, les populations de référence des années intermédiaires étant quant à elles estimées par interpolation ou extrapolation. Pour la commune, le premier recensement exhaustif entrant dans le cadre du nouveau dispositif a été réalisé en 2007.

En 2022, la commune comptait 137 habitants, en évolution de −2,14 % par rapport à 2016 (Saône-et-Loire : −1,06 %, France hors Mayotte : +2,11 %).
| 1793 | 1800 | 1806 | 1821 | 1831 | 1836 | 1841 | 1846 | 1851 |
| ---- | ---- | ---- | ---- | ---- | ---- | ---- | ---- | ---- |
| 392  | 347  | 397  | 439  | 451  | 491  | 439  | 480  | 438  |

| 1856 | 1861 | 1866 | 1872 | 1876 | 1881 | 1886 | 1891 | 1896 |
| ---- | ---- | ---- | ---- | ---- | ---- | ---- | ---- | ---- |
| 448  | 421  | 430  | 439  | 488  | 497  | 494  | 487  | 452  |

| 1901 | 1906 | 1911 | 1921 | 1926 | 1931 | 1936 | 1946 | 1954 |
| ---- | ---- | ---- | ---- | ---- | ---- | ---- | ---- | ---- |
| 452  | 494  | 463  | 374  | 364  | 355  | 312  | 279  | 266  |

| 1962 | 1968 | 1975 | 1982 | 1990 | 1999 | 2006 | 2007 | 2012 |
| ---- | ---- | ---- | ---- | ---- | ---- | ---- | ---- | ---- |
| 230  | 212  | 180  | 173  | 142  | 142  | 144  | 144  | 148  |

| 2017 | 2022 | - | - | - | - | - | - | - |
| ---- | ---- | - | - | - | - | - | - | - |
| 133  | 137  | - | - | - | - | - | - | - |

## Lieux et monuments
Sont à voir sur le territoire de la commune : 
- le Moulin condamné, ancien moulin à farine[24] ;
- le château de Thil-sur-Arroux, bâti en 1880 recèle une statue représentant une Vierge à l'Enfant date du XIVe siècle et associée à une fontaine, faisant l'objet d'un culte[24] ;
- le Châtelet de Thil-sur-Arroux, camp retranché gallo-romain ;
- le château de Souve.
- plusieurs calvaires : croix du XIXe siècle face à l’église, calvaire du cimetière, croix Bernard, la plus ancienne en remontant la route de Souve et Boussal.

Dans le hameau de Chevigny :
- le lieu-dit Le trou du maréchal ;
- le Château de Chevigny.

## Fait divers
- Le 5 décembre 2010, une trentaine de personnes sont intoxiquées au monoxyde de carbone en assistant à un concert à l'église de Thil-sur-Arroux[25].

## Pour approfondir